# کارلو/مایو
کارلو/مایو (به انگلیسی: Carlow/Mayo) یک منطقهٔ مسکونی در کانادا است که در شهرستان هیستینگز واقع شده‌است. کارلو/مایو ۸۶۴ نفر جمعیت دارد.